# CryEngine
Le CryEngine est un moteur de jeu développé par Crytek, spécialisé dans les jeux de tir à la première personne. À l'origine, développé comme une démo technologique (X-Isle Dinosaurs Island) pour Nvidia, et son potentiel étant constaté, il a par la suite été transposé en jeu vidéo pour Far Cry. Il est notamment utilisé pour ce jeu, ainsi que pour le MMORPG Aion: The Tower of Eternity de NCsoft.
Le 1er septembre 2010, Crytek a sorti la version 3.2 de son SDK CryEngine 3. Cette mise à jour majeure soutient entièrement la 3D stéréoscopique pour toutes les plates-formes et avec presque aucun impact sur les performances ou compromis sur la qualité graphique.
Selon divers rapports anonymes en avril 2015, une licence de CryEngine a été accordée à Amazon pour 50 à 70 millions de dollars. En février 2016, Amazon publie sa propre version retravaillée et étendue du CryEngine sous le nom d'Amazon Lumberyard,.

## Spécifications
- Moteur de rendu : intégration d'une technologie pour les décors en intérieur et en extérieur.
- Modèles physiques : prise en charge de la cinématique inverse pour l'animation des personnages, véhicules, effets rigid bodies (corps durs), liquides, ragdoll, tissus et corps mous (soft bodies). Ce système fait partie intégrante du jeu et des outils de développement CryEDIT.
- Intelligence artificielle permettant la définition de Scripts pour paramétrer le comportement collectif, ainsi que pour personnaliser chaque personnage selon des critères variables.
- Système de musique interactive et dynamique pour adapter aux actions du joueur. Reproduction avec des bruits de la nature, qui sont mixés lors des transitions entre un décor intérieur et extérieur et inversement.
- Client réseau et serveur : Gestion de toutes les Connexion réseau disponibles en mode multijoueur. Il s’agit d’un système à faible latence disposant d’une architecture client/serveur.
- Shader : Système de script utilisé pour combiner les textures et produire des effets visuels de différentes façons. Prise en charge des fonctions per-pixel shading en temps réel, des reflets bombés, réfractions, éclairages volumétriques, textures animées, transparence des écrans d’ordinateur, fenêtres, impacts de balles, surfaces brillantes.
- Terrain : Utilisation d’un système topographique et de réduction de polygones permettant de recréer des environnements gigantesques et réalistes. La profondeur du champ de vision peut être augmentée pour atteindre l’équivalent dans la réalité de deux kilomètres.
- Éclairages et ombres : mélange d’ombres précalculées et temps réel, ombres pochoirs et lightmaps permettant de créer un environnement dynamique. Haute résolution, correction de perspective et ombres douces volumétriques pour des ombres réalistes en intérieur. Prise en charge des effets de particules avancés, avec effets d’éclairage volumétriques appliqués aux particules.
- Brouillard : brouillard volumétrique, brouillard par couches, brouillard de profondeur de champ, pour une atmosphère et une tension plus intenses.
- Intégration des outils : les objets et les constructions réalisés à l’aide de 3D Studio Max ou Maya s’intègrent facilement dans le jeu et l’éditeur.
- Polybump : un outil autonome ou entièrement intégré aux autres outils, y compris 3D Studio Max. Il permet d'extraire des informations à partir de modèles haute résolution (normal map, displacement map, occlusion…) et d'exporter les modèles en basse résolution (low poly). Ces informations, permettent d'afficher un modèle de qualité correcte en temps réel au per-pixel lighting (illumination au pixel), en réduisant le nombre de polygones.
- Gestion de scripts basés sur le langage Lua. Ce système permet de configurer et d’optimiser les armes et les paramètres de jeu, de jouer des sons et de charger des images sans toucher au code C++.
- Modularité : entièrement écrit en C++ modulaire, avec commentaires, documentation et subdivisions dans de multiples DLL.

## Versions

Ce diagramme illustre l'historique du développement des versions du moteur de jeu.

### CryEngine 1
Il est totalement compatible DirectX 9.0 et OpenGL. Il supporte l'EAX, et le son Dolby 5.1. La version 1.2 supporte le Shaders Model 2.0. La version 1.3 dispose d'un rendu HDR (high dynamic range rendering).

### CryEngine 2
La version 2 du moteur porte le nom de CryEngine 2 et n'est disponible que sur PC. Il a été notamment utilisé par les jeux Crysis, Crysis Warhead, et Crysis Wars (mode multijoueur de Crysis Warhead). Il est compatible DirectX 9 et DirectX 10.

### CryEngine 3
La version 3 du moteur porte le nom de CryEngine 3 et est basée sur la version 2. Elle offre la particularité d'offrir sur PC des graphismes équivalents mais moins lourds en termes de charge et est compatible DirectX 11. Il prend en charge tous les formats de sortie standard de l'industrie, ce qui signifie qu'il n'est pas nécessaire d'avoir ou de s'équiper de matériel sur mesure ou haut de gamme pour afficher et bénéficier de la 3D-S dans les jeux.

### CryEngine (déversionné)
Le 21 août 2013, CryTek annonçait que leur prochain CryEngine ne comportera pas de numéro de version. Outre le côté marketing, la raison de cette décision est que ce nouveau moteur ne présente presque aucune similitude avec la version 3.0 de 2009. Le nouveau CryEngine est compatible avec les plates-formes nouvelle génération comme la PlayStation 4, Xbox One et Wii U.

### CryEngine 5
Crytek a présenté le CryEngine V (ou CryEngine 5) en mars 2016 il se présente comme étant « Plus accessible », et ce moteur est orienté pour une compatibilité à la Réalité virtuelle (et leurs supports Oculus Rift, PlayStation VR, HTC Vive, OSVR), cette version se base sur modèle économique où le prix est libre (c'est-à-dire que chaque consommateur est libre d'allouer la somme qu'il souhaite).
Les innovations annoncés sont la compatibilité C#, une interface de programmation graphique, une représentation 3D pour la réalité virtuelle, un système de particules revu, une meilleure gestion du Sound design ainsi que la compatibilité avec DirectX 12.
Le 15 décembre 2016, la version 5.3 du CryEngine est mise en ligne
Le 21 septembre 2017, le moteur passe en version 5.4, c'est cette version qui apportera de nouveaux templates pour le langage C#, le support de l'interface de programmation graphique Vulkan en version bêta, et de nouvelles techniques anti-aliasing (notamment SMAA, TSAA et SuperSampling)
Le 20 mars 2018, Crytek annonce passer d'un modèle économique pour ces licences d'exploitation d'une politique de prix libre à un intéressement de 5% sur les ventes des jeux développés sous CryEngine.
En 2022, la version 5.7 a été publiée avec peu de nouvelles fonctionnalités car les fonctionnalités prétendues être dans la 5.7 ont été supprimées et déplacées vers le nouveau CryEngine 6. La 5.7 incluait la prise en charge de Scaleform 4.0 (en). Les développeurs ont déclaré qu'il s'agirait de la dernière version de CryEngine 5 et ont confirmé qu'ils travaillaient sur une nouvelle itération de CryEngine. Les versions précédents la 5.7 sont obsolètes et ne peuvent pas être téléchargées.

### CryEngine 6
Crytek a confirmé qu'ils travaillent sur la nouvelle version de CryEngine. On ne sait pas quelles fonctionnalités elle inclura pour le moment. Les développeurs ont déclaré une amélioration du système d'éclairage global, l'intégration probable du ray tracing ainsi qu'une prise en charge stable de DirectX 12. Le programme bêta du moteur sera également disponible.

## Jeux utilisant CryEngine

### CryEngine 1
| Titre                        | Année | Développeur      | Éditeur | Plateforme        |
| ---------------------------- | ----- | ---------------- | ------- | ----------------- |
| Far Cry                      | 2004  | Crytek           | Ubisoft | Microsoft Windows |
| Far Cry Instincts            | 2005  | Ubisoft Montreal | Ubisoft | Xbox              |
| Far Cry Instincts: Evolution | 2006  | Ubisoft Montreal | Ubisoft | Xbox              |
| Far Cry Instincts: Predator  | 2006  | Ubisoft Montreal | Ubisoft | Xbox 360          |
| Far Cry Vengeance            | 2006  | Ubisoft Montreal | Ubisoft | Wii               |
| Aion: The Tower of Eternity  | 2008  | NCsoft           | NCsoft  | Microsoft Windows |

### CryEngine 2
| Titre                 | Année           | Développeur         | Éditeur                | Plateforme        |
| --------------------- | --------------- | ------------------- | ---------------------- | ----------------- |
| Blue Mars             | 2009(open beta) | Avatar Reality      | Avatar Reality         | Microsoft Windows |
| Crysis                | 2007            | Crytek Frankfurt    | Electronic Arts        | Microsoft Windows |
| Crysis Warhead        | 2008            | Crytek Budapest     | Electronic Arts        | Microsoft Windows |
| Entropia Universe     | 2009            | MindArk             | MindArk                | Microsoft Windows |
| Merchants of Brooklyn | 2009            | Paleo Entertainment | Paleo Entertainment    | Microsoft Windows |
| The Day               | NC              | Reloaded Studios    | Nexon Tencent Holdings | Microsoft Windows |
| Vigilance             | Released        | Harrington Group    | Harrington Group       | Microsoft Windows |

### CryEngine 3
| Titre                            | Année     | Développeur                  | Éditeur                     | Plateforme                                                                                  |
| -------------------------------- | --------- | ---------------------------- | --------------------------- | ------------------------------------------------------------------------------------------- |
| ArcheAge                         | 2013      | XL Games                     | XL Games                    | Microsoft Windows                                                                           |
| Arena Of Fate                    | NC        | Crytek GmbH                  | N/A                         | Microsoft Windows                                                                           |
| ASTA: The War of Tears and Winds | NC        | Polygon Games                | NHN                         | Microsoft Windows                                                                           |
| Cabal 2                          | 2012      | ESTsoft                      | ESTsoft                     | Microsoft Windows                                                                           |
| Crysis                           | 2011      | Crytek GmbH                  | Electronic Arts             | PlayStation 3, Xbox 360                                                                     |
| Crysis 2                         | 2011      | Crytek GmbH                  | Electronic Arts             | Microsoft Windows, PlayStation 3, Xbox 360                                                  |
| Crysis 3                         | 2013      | Crytek GmbH                  | Electronic Arts             | Microsoft Windows, PlayStation 3, Xbox 360                                                  |
| Enemy Front                      | NC        | City Interactive             | City Interactive            | Microsoft Windows, PlayStation 3, Xbox 360                                                  |
| Everybody's Gone to the Rapture  | 2015      | thechineseroom               | Sony Computer Entertainment | Microsoft Windows                                                                           |
| Evolve                           | 2013      | Turtle Rock Studios          | Take-Two Interactive        | Microsoft Windows, PlayStation 4, Xbox One                                                  |
| Festung Europa                   | NC        | Jackboot Games               | N/A                         | Microsoft Windows                                                                           |
| God Slayer                       | NC        | Changyou.com                 | Changyou.com                | Microsoft Windows                                                                           |
| HUNT - Horrors of the Gilded Age | NC        | Crytek GmbH                  | N/A                         | Microsoft Windows, PlayStation 4, Xbox One                                                  |
| Icarus Online                    | NC        | WeMade Entertainment         | WeMade Entertainment        | Microsoft Windows                                                                           |
| Lichdom                          | NC        | Xaviant                      | N/A                         | Microsoft Windows, PlayStation 3, Xbox 360                                                  |
| MechWarrior Online               | 2013      | Piranha Games                | Infinite Game Publishing    | Microsoft Windows                                                                           |
| Monster Hunter Online            | NC        | Tencent Capcom               | Capcom                      | Microsoft Windows                                                                           |
| Nexuiz                           | 2012      | IllFonic                     | THQ                         | Xbox 360, Microsoft Windows                                                                 |
| Panzar: Forged by Chaos          | 2013      | Panzar Studio                | Panzar Studio               | Microsoft Windows                                                                           |
| Project Reality 2                | NC        |                              |                             | Microsoft Windows                                                                           |
| Project Heart and Soul           | 2014/2015 | Reach Game Studios           | N/A                         | Microsoft Windows, PlayStation 4                                                            |
| Shadow of the Eternals           | 2014      | Precursor Games              | Precursor Games             | Wii U, Microsoft Windows                                                                    |
| Sniper: Ghost Warrior 2          | 2013      | City Interactive             | City Interactive            | PlayStation 3, Xbox 360, Microsoft Windows                                                  |
| Sonic Boom: Rise of Lyric        | 2014      | Big Red Button Entertainment | Sega                        | Wii U                                                                                       |
| State of Decay                   | 2013      | Undead Labs                  | Microsoft Studios           | Microsoft Windows, Xbox 360                                                                 |
| Tour Golf Online                 | NC        | OnNet USA                    | OnNet GamesCampus           | Microsoft Windows                                                                           |
| Warface                          | 2013      | Crytek Kiev                  | Tencent Holdings            | Microsoft Windows, Xbox 360, Nintendo Switch, Xbox One, PlayStation 4, GeForce Now, Android |
| Sniper: Ghost Warrior 3          | 2017      | City Interactive             | City Interactive            | PlayStation 4, Xbox One, Microsoft Windows                                                  |
| Snow                             | NC        | Poppermost Productions (en)  | Poppermost Productions (en) | Microsoft Windows, PlayStation 4                                                            |

### CryEngine (Déversionné)
| Titre                        | Année | Développeur            | Éditeur                | Plateforme                                                  |
| ---------------------------- | ----- | ---------------------- | ---------------------- | ----------------------------------------------------------- |
| Ryse: Son of Rome            | 2013  | Crytek                 | Microsoft Studios      | Xbox One                                                    |
| Armored Warfare              | 2015  | Obsidian Entertainment | Obsidian Entertainment | Microsoft Windows, PlayStation 4, Xbox One                  |
| Homefront: The Revolution    | 2016  | Dambuster Studios      | Deep Silver            | Microsoft Windows, OS X, Linux, PlayStation 4, Xbox One     |
| Prey                         | 2017  | Arkane Studios Austin  | Bethesda Softworks     | Microsoft Windows, PlayStation 4, Xbox One                  |
| Kingdom Come: Deliverance    | 2018  | Warhorse Studios       | Deep Silver            | Microsoft Windows, PlayStation 4, Xbox One, Nintendo Switch |
| Kingdom Come: Deliverance II | 2025  | Warhorse Studios       | Deep Silver            | Microsoft Windows, PlayStation 5, XboxSeries X/S            |

### CryEngine V
| Titre                      | Année   | Développeur                | Éditeur                     | Plateforme                       |
| -------------------------- | ------- | -------------------------- | --------------------------- | -------------------------------- |
| Aporia: Beyond the Valley  | 2017    | Investigate North          | Green Man Gaming            | Microsoft Windows                |
| Collision Course           | 2017    | Crynosaurs                 | Crynosaurs                  | Microsoft Windows                |
| Core Elements : Game       | À venir | Digital Days Entertainment | Digital Days Entertainment  | Microsoft Windows                |
| Deceit                     | 2017    | Automaton                  | Automaton                   | Microsoft Windows                |
| Hunt: Showdown             | 2018    | Crytek                     | Crytek                      | Microsoft Windows, Xbox One      |
| Mavericks: Proving Grounds | 2018    | Automaton                  | Automaton                   | Microsoft Windows                |
| Project Unknown            | À venir | Shadow Game Studio         | Shadow Game Studio          | Microsoft Windows                |
| Robinson: The Journey      | 2016    | Crytek                     | Sony Computer Entertainment | Microsoft Windows, PlayStation 4 |
| SNOW                       | 2017    | Poppermost Productions     | Poppermost Productions      | Microsoft Windows, PlayStation 4 |
| The Climb                  | 2016    | Crytek                     | Crytek                      | Microsoft Windows                |
| War of Rights              | À venir | Campfire Games             | Campfire Games              | Microsoft Windows                |